# Tarauacá (tiểu vùng)
Tarauacá là một tiểu vùng thuộc bang Acre, Brasil. Tiều vùng này có diện tích 45184 km², dân số năm 2007 là 57214 người.